# Menjamel olivaci becgroc
El menjamel olivaci becgroc (Gymnomyza viridis) és una espècie d'ocell de la família dels menjamels (Meliphagidae). És endèmic de les selves de Fiji.